# Mohammad Hosejn Mahmudi
Mohammad Hosejn Mahmudi (pers. محمدحسین محمودی;ur. 2001) – irański zapaśnik walczący w stylu klasycznym. Pierwszy w Pucharze Świata w 2022 roku. 